# Градижск
Градижск (укр. Градизьк) — посёлок в Градижской поселковой общине Кременчугского района Полтавской области Украины.
Является административным центром Градижской поселковой общины, в которую, кроме того, входят ещё 27 сёл.

## Географическое положение
Посёлок городского типа Градижск расположен на северо-восточном побережье Кременчугского водохранилища (Днепр), на склоне горы Пивиха. На расстоянии до 2-х км расположены сёла Анновка, Лозки и Максимовка. Посёлок разрезан большим лиманом на две неравные части.
В 18 км от поселка находится железнодорожная станция, через посёлок проходит автомобильная дорога Н-08.

## История
История Градижска восходит к середине XVI века, когда здесь, на склонах горы Пивиха, рядом с древней переправой через Днепр, был основан Пивогорский Пустынно-Николаевский монастырь, позже обросший хутором под названием Городище. Одним из сподвижников монастыря был Прокопий Праведный. В собственности монастыря находились обширные владения — леса, озёра и пастбища. При монастыре была библиотека древней религиозной литературы, действовали мастерские иконописцев и резчиков, духовные семинарии и школы.
В 1648—1654 годах крестьянское население Городища, бывшее собственностью Пивогорского монастыря, активно участвовало в Освободительной войне, возглавляемой Богданом Хмельницким. Нередко в этих событиях принимали участие местные монахи и священники.
В 1675 под Городищем гетман П. Дорошенко сдался в плен князю Ромодановскому и И. Самойловичу.
В 1739 в окрестностях Городища казаками полковника Чеснока был разбит 5-тысячный татарский отряд.
В сентябре 1781 года Городище было включено в Киевское наместничество, в 1783 — отнесено к Екатеринославскому наместничеству, в 1789 году переименовано в село Градижск.
В 1796 году переименован в местечко и причислен к Малороссийской губернии, в 1802 г. стал заштатным городом Кременчугского уезда Полтавской губернии.
В 1891 году здесь проживали 8911 жителей, действовали 4 православных церкви, еврейский молитвенный дом, училище, земская больница, 3 завода, 17 мелких промышленных и ремесленных заведений, 26 ветряных мельниц и 4 ярмарки.
В 1923—1962 годах был центром Градижского района.
Во время Великой Отечественной войны в 1941—1943 гг. село находилось под немецкой оккупацией.
В 1957 году селу Градижск присвоен статус посёлок городского типа. 
По состоянию на 1970 год, крупнейшим предприятием являлся молочный завод.
В 1978 году численность населения составляла 9,5 тыс. человек, здесь действовали завод хозтоваров, хлебный завод, рыбный завод, цех кременчугского филиала полтавского художественного объединения «Полтавчанка», производственное объединение райсельхозтехники, комбинат коммунальных предприятий, межрайонная птицеинкубаторная станция, государственная племенная станция, рыбколхоз, лесничество, 4 общеобразовательные школы, музыкальная школа, больница, Дом культуры, клуб и три библиотеки.
В мае 1995 года Кабинет министров Украины утвердил решение о приватизации находившегося здесь семеноводческого предприятия, в июле 1995 года было утверждено решение о приватизации хозрасчётного участка.
В 2010 году ООО СП «НИБУЛОН» здесь был построен и введён в эксплуатацию перегрузочный речной терминал.

## Население
В 1959 году численность населения составляла 9298 человек.
В январе 1989 года численность населения составляла 9386 человек.
По состоянию на 1 января 2013 года численность населения составляла 6697 человек.

### Языковой состав
Во время переписи 2001 года 95,23 % населения посёлка указали украинский язык родным, 4,00 % — русский, 0,77 % — другие языки.

## Экономика
- Птице-товарные фермы, машинно-тракторные мастерские.
- Аграрные предприятия и фермерские хозяйства.
- Предприятия коммунального хозяйства.
- Рыбные хозяйства и большой рыбный рынок.
- Перегрузочный зерновой терминал.
- Завод полимерных труб OOO «КиБер Пласт Украина».
- ООО «Славтрейд Агро» (переработка сои).
- ООО «НИБУЛОН».
- Рыбколхоз «Прибой».
- ОАО «ПМК-125».
- Автопарк.
- Пекарня.
- Полтавская сорто-исследовательская станция.

## Объекты социальной сферы
- Гимназия им. Героя Украины А. Билаша и две общеобразовательные школы I—III и I—II ст.
- Музыкальная школа им. А. Билаша.
- Градижская специализированная школа-интернат.
- Три детских сада.
- Районная Больница и поликлиника.
- Туберкулёзный диспансер.
- Дом престарелых.
- Дом культуры им. Героев Днепра.
- Дом культуры «Украина».
- Стадион «Темп».
- Детский оздоровительный лагерь «Чайка».
- Клуб Экстремальных видов спорта (дайвинг, акватлон, боевые искусства, туризм).
- Объекты торговли и общественного питания.

## Достопримечательности
- Гора Пивиха, считается одной из самых высоких точек Левобережной Украины (169 м, уступает 218-метровой горе Кременец в Изюме Харьковской области). Возникла в результате наступления материковых льдов во время Ледникового периода. Имеются выступы голубого мергеля — редкой сильноизвестковой глины, которая используется в строительстве. Считается, что название горы связано с существовавшим здесь в древности поселением, принадлежавшим боярам Пивам. После сооружения Кременчугского водохранилища гора Пивиха постепенно разрушается. Является историко-геологическим заповедником.
- Братская могила советских воинов.

## Религия
В Градижске расположены церковь святого Георгия и Свято-Покровская церковь УПЦ МП, а также церковь Святой Троицы УПЦ КП.

## Известные люди
- Соня Делоне (1885—1979) — французская художница-абстракционистка еврейского происхождения, родилась в пгт Градижск.
- Билаш Александр Иванович (1931—2003) — советский украинский композитор, Лауреат Государственной премии Украинской ССР им. Т. Г. Шевченко (1975), народный артист Украинской ССР (1977), народный артист СССР (1990), Герой Украины (2001), родился в пгт Градижск.
- Верменич Андрей Андреевич (1897—1979) — советский украинский актёр, актёр Днепропетровского украинского драматического театра имени Т. Г. Шевченко, народный артист Украинской ССР (1957), лауреат Государственной премии (1952), родился в пгт Градижск.[14]
- Билык Иван Иванович (1929) — украинский писатель, Лауреат Государственной премии Украинской ССР им. Т. Г. Шевченко (1991), переводчик болгарской литературы, член Союза писателей Украины с 1967 года, родился в пгт Градижск.[15]
- Машаков Александр Родионович (1914—1943) — гвардии капитан, командир роты автоматчиков 29-го гвардейского воздушно-десантного полка 7-й гвардейской воздушно-десантной дивизии 4-й гвардейской армии Воронежского фронта, погиб в бою при форсировании Днепра, посмертно присвоено звание «Герой Советского Союза» (1944), захоронен в братской могиле в посёлке Градижск.[16]

## Транспорт
В Градижске имеется автостанция, которая облегчает возможность передвижения жителям Градижска и близлежащих сёл, не только по области, но и за её пределы. В 15 км от посёлка, в населённом пункте Рублёвка, находится одноимённая железнодорожная станция Южной железной дороги.

## Галерея
- Автостанция
- Храм
- Памятник погибшим в Великой Отечественной войне